# مقلاع الهيب هوب
مقلاع الهيب هوب (بالإنجليزية: Slingshot Hip Hop)‏ هو فيلم وثائقي أنتج عام 2008 من إخراج جاكي سلوم يتتبع تاريخ تطور الهيب هوب الفلسطيني منذ دايات فرقة دام في نهاية التسعينات من القرن العشرين مركزا على عدد من الفرق والمغنين، مثل PR (أي Palestinian Rapperz) و WEH Crew و MWR ومحمود شلبي والرابرات آرابيات وعبير الزيناتي.
افتتحت عروض الفيلم في مهرجان صاندانس السينمائي وعرض في مهرجان شيكاغو للفيلم الفلسطيني عام 2008.

## روابط خارجية
- مقلاع الهيب هوب على موقع IMDb (الإنجليزية)
- مقلاع الهيب هوب على موقع روتن توميتوز (الإنجليزية)
- مقلاع الهيب هوب على موقع فيلمافينيتي (الإسبانية)
- مقلاع الهيب هوب على موقع قاعدة بيانات الفيلم (الإنجليزية)
- مقلاع الهيب هوب على موقع ليتربوكسد (الإنجليزية)
- مقلاع الهيب هوب على موقع كينوبويسك (الروسية)